# José Severiano Maia
José Severiano Maia (Lages, 24 de outubro de 1871 — , 7 de maio de 1947) foi um empresário e político brasileiro.
Filho do empresário e industrial José Severiano da Maia, que se mudou com a família para Mafra, em 1910.
Foi prefeito nomeado do município de Mafra de 20 de novembro de 1930 a 30 de setembro de 1932.
Foi deputado à Assembleia Legislativa de Santa Catarina na 1ª legislatura (1935 — 1937).